# شرکت انتشاراتی چوئو کورون
چوئوکورون-شینشا (به ژاپنی: 株式会社中央公論新社 Kabushiki-gaisha Chūōkōron-shinsha) یک شرکت نشر ژاپنی است که در سال ۱۸۸۶ تأسیس شده‌است.